# Бернулијев захват
Бернулијев захват користи проток ваздуха да држи предмет без физичког контакта.  Такве хватаљке се ослањају на Бернулијев принцип струјања ваздуха . Струја ваздуха велике брзине има низак статички притисак . Уз пажљиво пројектовање, притисак у ваздушној струји велике брзине може бити нижи од атмосферског притиска. Ово може изазвати нето силу на објекту у правцу нормалном на страну са нижим локалним притиском. Бернулијева хватаљка користи ову предност тако што одржава позитиван притисак на површини хватача у поређењу са притиском околине, док одржава ваздушни размак између хватаљке и предмета који се држи.

## Апликације
Комерцијално доступне Бернулијеве хватаљке се обично користе за руковање крутим материјалима попут плоча као што су силиконске плочице у производњи штампаних плоча или компоненте фотонапонских ћелија.   Пошто је хват бесконтактан, овај облик хватања је погодан за руковање стерилним материјалом како би се спречила хемијска и/или биолошка контаминација . Истраживања су обављена у коришћењу Бернулијевих хватаљки за транспорт хране у облику листова хране у контексту прераде хране  иако је овај рад наишао на потешкоће јер би флексибилна храна вибрирала наспрам хватаљке, деформишући се и наизменично блокирајући хватаљку или би била одувана од ваздишне струје. Бернулијв захват се такође истражује као бесконтактни механизам за приањање за роботе за пењање по зиду. 